# Florian Laskowski

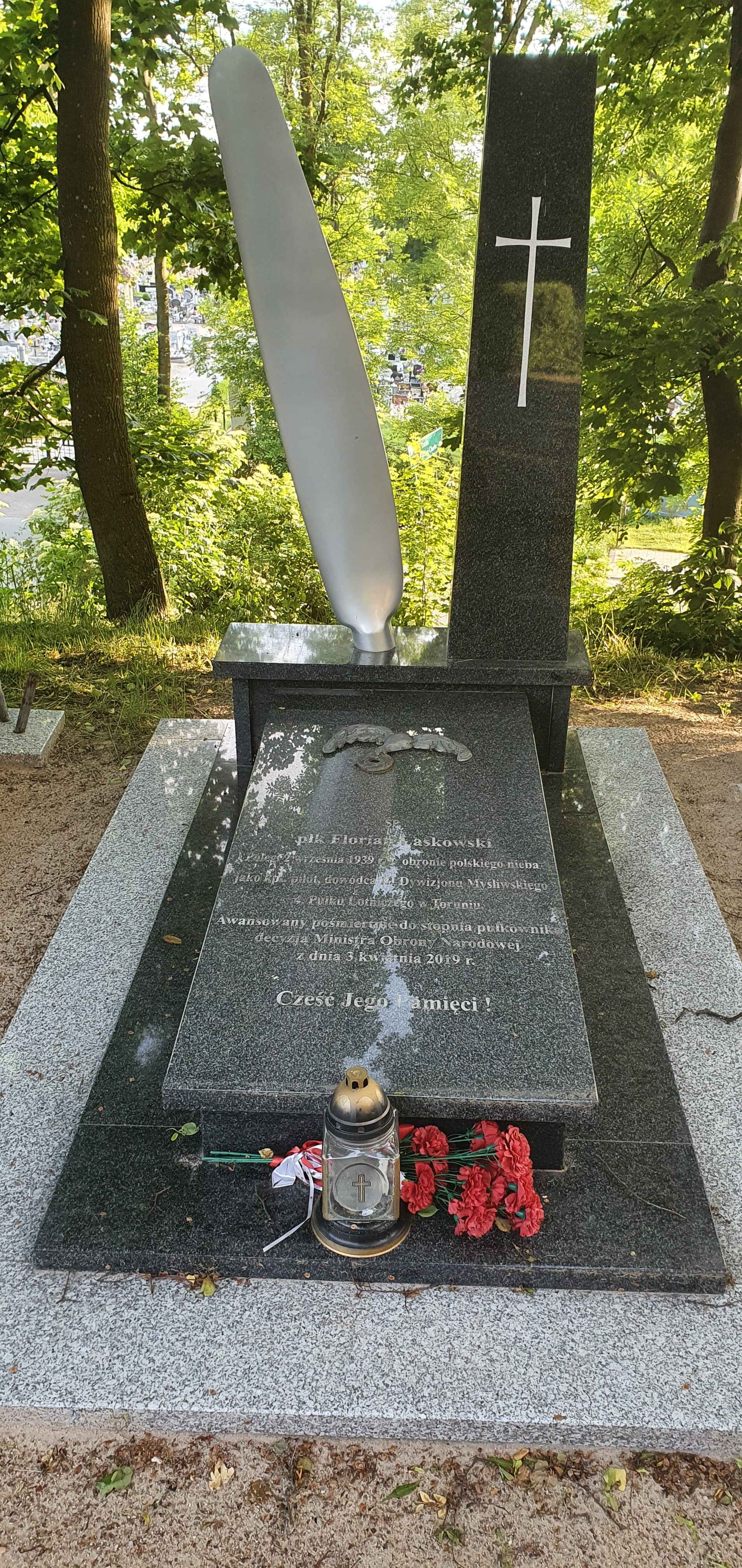
Miejsce pochówku Floriana Laskowskiego.

Florian Maria Stanisław Laskowski (ur. 5 maja 1902 w Sieradzu, zm. 2 września 1939 w Grucie) – pułkownik pilot Wojska Polskiego.

## Życiorys
Syn Lucjana i Stefanii z Trąbczyńskich. Uczęszczał do ośmioklasowej Wyższej Szkoły Realnej w Łodzi, naukę przerwał, aby w 1918 ochotniczo wstąpić w szeregi 4 pułku piechoty Legionów. W 1920 był żołnierzem 1 pułku ułanów Krechowieckich, walczył w wojnie polsko-bolszewickiej.
Po zakończeniu działań wojennych powrócił do Łodzi, w 1921 ukończył szkołę i wyjechał do Poznania, gdzie rozpoczął studia na Wydziale Rolnym tamtejszego Uniwersytetu. Równolegle uczył się w poznańskiej Cywilnej Szkole Pilotów, ukończył ją w marcu 1925. Od lipca 1926 uczęszczał do Szkoły Podchorążych Rezerwy Lotnictwa w Oddziale Służby Lotnictwa na Sołaczu w Poznaniu, a po jej ukończeniu w kwietniu następnego roku wyjechał do Bydgoszczy na miesięczny kurs w Szkole Pilotów.
Od lipca 1927 był pilotem eskadry treningowej w 2 pułku lotniczym, po miesiącu został przeniesiony do 21 eskadry, a we wrześniu do 3 pułku lotniczego. 27 września 1927 wszedł w skład 33 eskadry, od października uczył się w dęblińskiej Szkole Podchorążych Lotnictwa. Po jej ukończeniu w sierpniu 1929 otrzymał przydział do 61 Eskadry 6 pułku lotniczego, który stacjonował na lotnisku w Skniłowie. Po czterech miesiącach został przeniesiony do 2 Pułku Lotniczego, miesiąc później został pilotem 122 eskadry myśliwskiej.
W 1931 odbył półroczny kurs w Lotniczej Szkole Strzelania i Bombardowania w Grudziądzu. We wrześniu 1934 został oddelegowany na cztery miesiące do 5 Pułku Lotniczego, gdzie pełnił funkcję instruktora ślepego pilotażu. Po powrocie do 122 eskadry myśliwskiej został mianowany oficerem taktycznym, z dniem 6 października 1936 został dowódcą 121 eskadry myśliwskiej.
1 kwietnia 1937 został awansowany na stopień kapitana ze starszeństwem z 19 marca 1937 i 25. w korpusie oficerów lotnictwa, grupa liniowa. Od grudnia tego roku był słuchaczem kursu w Wyższej Szkole Lotniczej w Warszawie. Po jego ukończeniu został dowódcą III/4 dywizjonu myśliwskiego w 4 Pułku Lotniczym, który stacjonował w Toruniu.
Uczestniczył w kampanii wrześniowej, był dowódcą dywizjonu, który pozostawał do dyspozycji dowódcy lotnictwa Armii Pomorze. 2 września 1939 otrzymał rozkaz ostrzelania z powietrza niemieckich sił pancernych na północ od Torunia. Poprowadził osobiście 141 eskadrę myśliwską (trzy klucze) do ataku. Wystartował na samolocie PZL P.11c nr wywoławczy 504-T i boczny 55. Według badacza Łukasza Łydżby, podczas nawrotu w celu ponownego ataku, względnie dolotu do celu, został omyłkowo zestrzelony gęstym bratobójczym ogniem przeciwlotniczym z broni ręcznej polskiego 66 Pułku Piechoty, spadając na „ziemi niczyjej” na polu koło wsi Gruta. Pilot zmarł na miejscu lub z ran. Wrak samolotu został następnie dodatkowo ostrzelany przez polską artylerię. Nie znajduje potwierdzenia informacja, że Niemcy uniemożliwili udzielenie pilotowi pomocy, gdyż w okolicy znajdowały się jeszcze polskie oddziały
Dopiero w nocy 10/11 września ciało Laskowskiego zostało wyciągnięte z samochodu przez okolicznych mieszkańców i pochowane w Grucie. Spoczywa na cmentarzu parafialnym w Grucie. Jest patronem tamtejszej Szkoły Podstawowej. Decyzją Ministra Obrony Narodowej z dnia 3 kwietnia 2019 r. awansowany pośmiertnie do stopnia pułkownika.

## Ordery i odznaczenia
- Krzyż Walecznych (pośmiertnie)[7]
- Srebrny Krzyż Zasługi (22 maja 1939)[8]